# Krasnobrzeg (województwo wielkopolskie)
Krasnobrzeg – osada w Polsce, w województwie wielkopolskim, w powiecie szamotulskim, w gminie Wronki. Wchodzi w skład  sołectwa Popowo.
Do 2023 miejscowość była częścią wsi Popowo.
W latach 1975−1998 Krasnobrzeg należał administracyjnie do województwa pilskiego.
Niedaleko Krasnobrzegu rośnie dąb o obw. 340 cm, a także dwupienna Lipa drobnolistna o obw. 560 cm.
W odległości 1 km na wschód leży osada Krzywołęka z nieczynną cegielnią. W 1962 r. przy poszerzaniu drogi natrafiono tu na cmentarzysko z okresu kultury łużyckiej. Kiedyś na skrzyżowaniu dróg stała karczma, zwana Krasnobryk.
Blisko Krasnobrzegu przepływa rzeka Warta.